# Serixia sericeipennis
Serixia sericeipennis är en skalbaggsart som beskrevs av Stefan von Breuning 1963. Serixia sericeipennis ingår i släktet Serixia och familjen långhorningar.
Artens utbredningsområde är Laos. Inga underarter finns listade i Catalogue of Life.